# Адміністративний устрій Любешівського району
Адміністративний устрій Любешівського району — адміністративно-територіальний поділ Любешівського району Волинської області на 1 селищну громаду та 5 сільських рад, які об'єднують 47 населених пунктів та підпорядковані Любешівській районній раді. Адміністративний центр — смт. Любешів.

## Список громадЛюбешівського району
| № | Назва                       | Центр       | Населені пункти | Площа км? | Місце за площею | Населення (2001), чол. | Місце за населенням | Розташування |
| - | --------------------------- | ----------- | --- | --------- | --------------- | ---------------------- | ------------------- | ------------ |
| 1 | Любешівська селищна громада | смт Любешів | с. Березичі с. Березна Воля с. Бихів с. Бірки с. Бучин с. Великий Курінь с. Ветли с. Витуле с. Віл с. В'язівне с. Гірки с. Деревок с. Діброва с. Заріка с. Залаззя с. Залізниця с. Зарудчі с. Лахвичі с. Лобна смт Любешів с. Любешівська Воля с. Люботин с. Міжгайці с. Мукошин с. Нові Березичі с. Підкормілля с. Пожог с. Проходи с. Рудка с. Сваловичі с. Седлище с. Селісок с. Судче с. Угриничі с.Хоцунь с. Хутомир с. Цир |           |                 |                        |                     |              |

## Адміністративний устрій до реформи 2015 року
Адміністративно-територіально Любешівський район Волинської області до адміністративної реформи 2015 року поділявся на 1 селищну та 20 сільських рад, які об'єднували 47 населених пунктів та підпорядковані Любешівській районній раді. Адміністративний центр — смт. Любешів.
| №  | Назва                               | Центр               | Населені пункти                                        | Площа км? | Місце за площею | Населення (2001), чол. | Місце за населенням | Розташування |
| -- | ----------------------------------- | ------------------- | ------------------------------------------------------ | --------- | --------------- | ---------------------- | ------------------- | ------------ |
| 1  | Любешівська селищна рада            | смт. Любешів        | смт. Любешів с. Заріка с. Рудка                        |           |                 |                        |                     |              |
| 2  | Березичівська сільська рада         | с. Березичі         | с. Березичі с. Віл с. Нові Березичі                    |           |                 |                        |                     |              |
| 3  | Бихівська сільська рада             | с. Бихів            | с. Бихів с. Хутомир                                    |           |                 |                        |                     |              |
| 4  | Бірківська сільська рада            | c. Бірки            | c. Бірки с. Витуле                                     |           |                 |                        |                     |              |
| 5  | Великоглушанська сільська рада      | c. Велика Глуша     | c. Велика Глуша с. Невір с. Погулянка                  |           |                 |                        |                     |              |
| 6  | Великокурінська сільська рада       | c. Великий Курінь   | c. Великий Курінь с. Проходи                           |           |                 |                        |                     |              |
| 7  | Ветлівська сільська рада            | c. Ветли            | c. Ветли                                               |           |                 |                        |                     |              |
| 8  | Гірківська сільська рада            | c. Гірки            | c. Гірки с. Люботин с. Мукошин                         |           |                 |                        |                     |              |
| 9  | Деревківська сільська рада          | c. Деревок          | c. Деревок                                             |           |                 |                        |                     |              |
| 10 | Дольська сільська рада              | c. Дольськ          | c. Дольськ с. Гречища с. Шлапань                       |           |                 |                        |                     |              |
| 11 | Залаззівська сільська рада          | c. Залаззя          | c. Залаззя с. Діброва                                  |           |                 |                        |                     |              |
| 12 | Залізницька сільська рада           | c. Залізниця        | c. Залізниця с. Лобна с. Міжгайці                      |           |                 |                        |                     |              |
| 13 | Зарудчівська сільська рада          | c. Зарудчі          | c. Зарудчі с. Бучин с. Підкормілля с. Пожог с. Селісок |           |                 |                        |                     |              |
| 14 | Любешівсько-Волянська сільська рада | c. Любешівська Воля | c. Любешівська Воля с. В'язівне                        |           |                 |                        |                     |              |
| 15 | Люб'язівська сільська рада          | c. Люб'язь          | c. Люб'язь                                             |           |                 |                        |                     |              |
| 16 | Малоглушанська сільська рада        | c. Мала Глуша       | c. Мала Глуша с. Каливиця                              |           |                 |                        |                     |              |
| 17 | Седлищенська сільська рада          | c. Седлище          | c. Седлище с. Угриничі                                 |           |                 |                        |                     |              |
| 18 | Судченська сільська рада            | c. Судче            | c. Судче с. Березна Воля                               |           |                 |                        |                     |              |
| 19 | Хоцунська сільська рада             | c. Хоцунь           | с. Хоцунь с. Сваловичі                                 |           |                 |                        |                     |              |
| 20 | Цирська сільська рада               | c. Цир              | с. Цир с. Лахвичі                                      |           |                 |                        |                     |              |
| 21 | Щитинська сільська рада             | c. Щитинь           | с. Щитинь                                              |           |                 |                        |                     |              |